# Stéphanie Lippens
Stéphanie Marie Lippens (Gent, 1823 – Lokeren, 1906) was burgemeestersvrouw in Moerbeke, waar ze allerlei caritatieve initiatieven nam.

## Levensloop

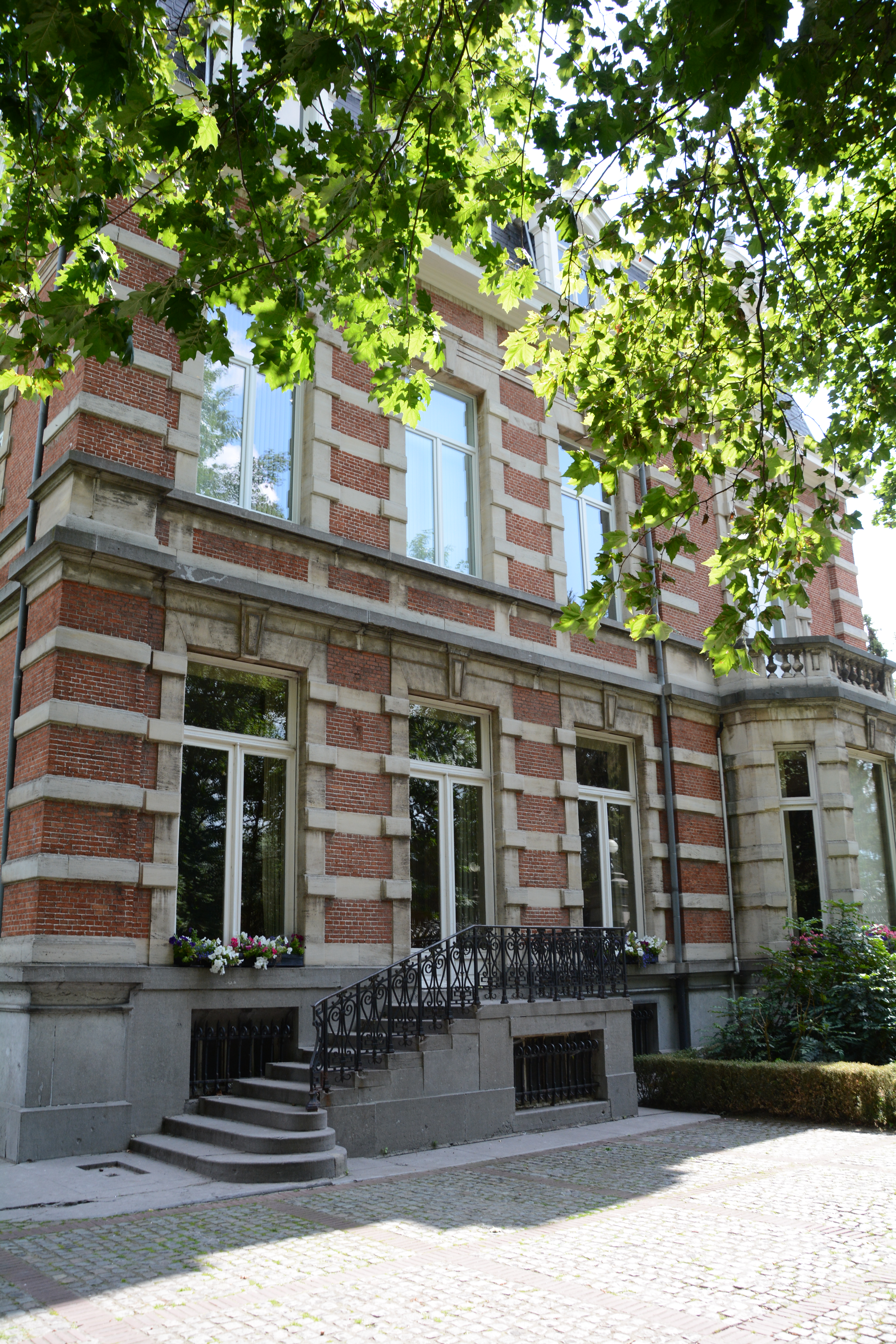
Kasteel Lippens, Lindenplaats 7, Moerbeke

Stéphanie Lippens werd geboren in 1823 te Gent. Ze verhuisde in 1842 naar Moerbeke, na haar huwelijk met Hippolyte de Kerchove d'Exaerde, die een halve eeuw later burgemeester van Moerbeke, van 1895 tot 1905, was. Tot in 1967 heeft de familie Lippens nog gezeteld in het gemeentebestuur.
In 1843 richtte ze tegenover de kerk van Moerbeke een kantwerkschool op voor meisjes. Naast kantwerk kregen de meisjes ook lessen Nederlands, Frans en Engels. Lippens zorgde ervoor dat de meisjes kleding en soep van de school ontvingen, aangezien de school zich voornamelijk richtte op meisjes uit arme gezinnen. Voor haar toewijding ontving ze in 1867 een erediploma in Frankrijk: “Pour l’encouragement du bien”. Ze richtte zich echter niet alleen op het helpen van kansarme kinderen. In 1850 stichtte ze samen met haar broers een hospice voor ouderen in Moerbeke, het ‘Gesticht Lippens’. Dat stond op de plaats van het huidige woonzorgcentrum Ter Moere.
In 1879 liet ze samen met haar broers en echtgenoot kasteel Lippens bouwen. Dit erfgoed werd in 1974 gekocht en gerestaureerd door de gemeente Moerbeke en deed van 1977 tot 2024 dienst als gemeentehuis. Stéphanie Lippens en haar man stierven in 1906. Hoewel haar echtgenoot een liberaal politicus was, werden beiden kerkelijk begraven.

## Eerbetoon
Op 28 mei 1911 werd in Moerbeke-Waas een gedenkteken ingehuldigd ter ere van Stéphanie Lippens. Het monument, met beeldhouwwerk van H. Leroy, werd in 1974 verplaatst naar de tuin van kasteel Lippens.